# 요시프 옐라치치

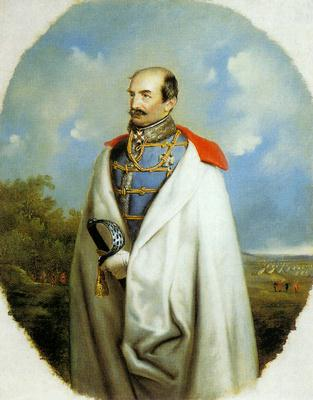
요시프 옐라치치

부짐 백작 요시프 옐라치치(Josip grof Jelačić Bužimski)는 크로아티아의 정치인, 군인이다. 크로아티아의 농노제에 반대하여 1848년 혁명(1848년 헝가리 혁명)에도 참여하였다.